# Paul S. Atkins
Paul S. Atkins est un homme d'affaires américain, nommé en 2025 par le président Donald Trump pour diriger la Securities and Exchange Commission (SEC) des États-Unis (dont Atkins a été membre de 2002 à 2008). Il est connu pour ses positions libertariennes de droite (réduction des contraintes règlementaires) mais aussi pour être un fervent soutien des cryptomonnaies, de l'innovation financière, et plus largement des principes du libre marché dans la politique règlementaire,.

## Jeunesse et éducation
Originaire de Lillington, en Caroline du Nord, Paul S. Atkins grandit à Tampa, en Floride. Il reçoit son AB du Wofford College en 1980 ; il est membre de Phi Beta Kappa et de l'« ordre Kappa Alpha » (une fraternité étudiante fondée en 1865 à l'université de Washington et Lee à Lexington, en Virginie, visant à fournir une « boussole morale » pour les hommes modernes.
En 1983, il obtient un doctorat de droit à la faculté de droit de l'université Vanderbilt, puis il est rédacteur en chef de la Vanderbilt Law Review.

## Carrière
Paul S. Atkins commence sa carrière en tant qu'avocat à New York, chez Davis Polk and Wardwell, où il travaille sur un large éventail de transactions d'entreprise, pour des clients américains et étrangers, notamment concernant des offres publiques et privées de titres, et des fusions et acquisitions.
Il réside en France pendant deux ans et demi, alors qu'il travaille au bureau parisien de son cabinet ; il est admis comme conseil juridique en France en 1988.
Avant sa nomination au poste de commissaire, Paul S. Atkins a aidé des sociétés de services financiers à améliorer leur conformité aux règlementations de la SEC. Il a aussi travaillé avec les forces de l'ordre pour enquêter et rectifier les situations dans lesquelles les investisseurs avaient été lésés. La plus célèbre de ces situations est celle de Bennett Funding Group, Inc., une société de leasing d'un milliard de dollars qui a perpétré la plus grande fraude de type « Ponzi » à ce jour dans l'histoire des États-Unis. Plus de 20 000 investisseurs y ont perdu une grande partie de leur investissement, avant que Patrick Bennett, le directeur financier du groupe soit reconnu coupable de blanchiment d'argent et de fraude, et condamné à 30 ans de prison (en avril 2000). En assistant le syndic de faillite nommé par le tribunal, Atkins a été président de crise de la seule filiale survivante de Bennett : Bennett Management and Development Corporation (BMDC). En stabilisant ses finances et ses opérations et en reconstruisant et en développant ses activités, il a amélioré la valeur de ses actions pour les investisseurs restants de près de 2 000 %.

## Monde de la finance
De 1990 à 1994, Paul S. Atkins fait partie des assistants de deux présidents de la Securities and Exchange Commission (SEC), Richard C. Breeden et Arthur Levitt. Sous la direction du président Breeden, il a contribué aux efforts visant à améliorer la règlementation concernant la gouvernance d'entreprise, à améliorer les communications avec les actionnaires, à renforcer la responsabilité de la direction par le biais d'une réforme des procurations et à réduire les barrières à l'entrée des petites entreprises et des entreprises de taille moyenne sur les marchés financiers. 
Sous la direction du président Levitt, il était chargé d'organiser le programme des investisseurs individuels de la SEC, notamment les premières réunions publiques d'investisseurs et un comité consultatif sur les affaires des consommateurs de la SEC.
Paul S. Atkins est nommé par le président George W. Bush commissaire de la SEC, fonction qu'il occupe du 29 juillet 2002 (chargé de contrôler le secteur des services financiers et des valeurs mobilières) à août 2008. Il a officié avec les présidents Harvey Pitt, William H. Donaldson et Christopher Cox.
En 2009, Paul S. Atkins, profitant de l'expertise en régulation financière qu'il a acquis lors de son mandat à la SEC, crée sa propre société, Patomak Global Partners, dite Patomak, une société de conseil spécialisée dans la gestion des risques, la conformité règlementaire et les stratégies de marché, basée à Washington, D.C. et à New York, se présentant comme pouvant aider les entreprises à naviguer dans des environnements règlementaires complexes, notamment financiers et technologiques. Il en est le PDG. Il sert tantôt de consultant en conformité indépendant et tantôt d'expert-contrôleur désigné par les tribunaux dans des règlements impliquant des agences fédérales et des régulateurs.
Dans le même temps (à partir de 2009), il est membre du Comité de surveillance nommé par le Congrès des États-Unis pour évaluer et surveiller le TARP (Troubled Asset Relief Program, l'institution créée par le gouvernement américain lors de la crise de 2008 pour stabiliser le système financier lors de la crise économique mondiale). Le TARP était chargé d'acheter des actifs en difficulté (prêts hypothécaires toxiques par exemple) et d'injecter des capitaux pour sauver les banques et autres institutions financières au bord de l'effondrement. Paul S. Atkins était l'une des personnes chargées de superviser et évaluer l'efficacité de ce programme ; il y a siégé avec le président Hank Hensarling (ancien membre républicain du Congrès).
De 2012 à 2015, il est administrateur indépendant, et président non exécutif du conseil d’administration de BATS Global Markets, Inc. BATS était une société opérant sur les marchés électroniques des valeurs mobilières américaines et européennes, négociant des titres de participation cotés en espèces et des options sur actions. BATS a été acheté le 28 février 2017 par la holding CBOE Holdings (Chicago Board Options Exchange).
En décembre 2024, Paul S. Atkins est nommé président de la SEC par le président élu Donald Trump. Il prête serment le 21 avril 2025.

## Politique
En décembre 2016, Paul S. Atkins rejoint un forum d'affaires organisé par le président élu Donald Trump, afin de fournir des conseils stratégiques et politiques sur les questions économiques.

## Cryptomonnaies
Depuis 2017, Paul S. Atkins se présente comme « dirigeant les efforts de l'industrie visant à développer les meilleures pratiques pour les émissions d’actifs numériques et les plateformes de négociation en tant que coprésident de la Token Alliance ».
Il est coprésident de la Token Alliance, un groupe de défense des cryptomonnaies créé au sein d'un groupe de lobbying américain, qui s'est auto-baptisé Chambre de commerce numérique, fondée en 2014 par Perianne Boring à Washington, D.C., afin de promouvoir l'industrie émergente de la blockchain, du bitcoin, des monnaies numériques et des actifs numériques.

## Vie privée
Paul S. Atkins a trois fils, de son épouse.

## Publications
- (en) Paul S. Atkins, « Protecting Investors through Hedge Fund Advisor Registration: Long on Costs, Short on Returns », Annual Review of Banking and Financial Law, vol. 25,‎ 2006, p. 537-556 (lire en ligne [PDF]).
- (en) Paul S. Atkins et Bradley J. Bondi, « Evaluating the Mission: A Critical Review of the History and Evolution of the SEC Enforcement Program », Fordham Journal of Corporate and Financial Law, vol. 13,‎ 2008, p. 367-417 (lire en ligne [PDF]).